# Sterling Automobile & Engine Company
Sterling Automobile & Engine Company, vorher Empire Manufacturing Company und Empire Automobile Company, war ein US-amerikanischer Hersteller von Automobilen.

## Unternehmensgeschichte
Die Empire Manufacturing Company wurde 1899 in Sterling in Illinois gegründet und später in Empire Automobile Company umbenannt. Noch 1899 begann die Produktion von Automobilen. Der Markenname lautete bis 1900 oder 1901 Empire. 1901 kam es zur Umfirmierung in Sterling Automobile & Engine Company. Ab 1901 wurden die Fahrzeuge als Sterling vermarktet. 1902 endete die Produktion.
Es gab keine Verbindung zu William T. Terwilliger & Company und Empire Automobile Company, die ebenfalls Fahrzeuge als Empire vermarkteten.

## Fahrzeuge
Das einzige Modell war ein Dampfwagen. Ein V2-Dampfmotor trieb die Hinterachse an. Die offene Karosserie bot Platz für zwei Personen. Eine Abbildung zeigt einen Runabout. Die Räder waren Drahtspeichenräder. Der Neupreis betrug 750 US-Dollar.

## Übersicht über Pkw-Marken aus den USA, dieSterlingbeinhalten
| Marke             | Hersteller                                   | Vermarktungsbeginn | Vermarktungsende | Ort, Bundesstaat           |
| ----------------- | -------------------------------------------- | ------------------ | ---------------- | -------------------------- |
| Ams-Sterling      | Amston Motor Car Company                     | 1917               | 1918             | Bridgeport, Connecticut    |
| Sterling          | Sterling Automobile & Engine Company         | 1901               | 1902             | Sterling, Illinois         |
| Sterling          | Springfield Cornice Works                    | 1901               | 1901             | Springfield, Massachusetts |
| Sterling          | Sterling Machine Works                       | 1909               | 1909             | Sterling, Illinois         |
| Sterling          | Elkhart Motor Car Company                    | 1909               | 1911             | Elkhart, Indiana           |
| Sterling          | Sterling Motor Car Company                   | 1915               | 1916             | Brockton, Massachusetts    |
| Sterling          | Consolidated Motor Car Company (Connecticut) | 1920               | 1920             | Middlefield, Connecticut   |
| Sterling-Knight   | Sterling-Knight Company                      | 1920               | 1926             | Warren, Ohio               |
| Sterling-New York | Sterling Automobile Manufacturing Company    | 1915               | 1916             | New York City, New York    |